# 圣心学堂 (北京)
圣心学堂（法語：Lycée Sacré-Cœur），中华民国大陆时期的一座位于北京的教会女子学校，由法国人创建，校务方济各会修女主持，除在华欧美白人的子女外，也招收中国高官贵胄和上层社会的子女入学。

## 著名校友
外交官黄履和之女黄讷亭和黄玛赛，陆小曼等都曾在该校读书。